# Giải Tinh thần độc lập cho phim hay nhất
Giải Tinh thần độc lập cho phim hay nhất là một trong các giải Tinh thần độc lập được trao hàng năm cho một phim độc lập, được bầu chọn là hay nhất. Giải này được lập từ năm 1985.

## Các phim đoạt giải & được đề cử

### Thập niên 1980
- 1985: After Hours
  - Blood Simple.
  - Smooth Talk
  - The Trip to Bountiful
- 1986: Platoon
  - Blue Velvet
  - Down by Law
  - On Valentine's Day
  - Salvador
  - Stand by Me
- 1987: River's Edge
  - The Big Easy
  - Matewan
  - Swimming to Cambodia
  - Tough Guys Don't Dance
- 1988: Stand and Deliver
  - Hairspray
  - Patti Rocks
  - The Thin Blue Line
  - Torch Song Trilogy
- 1989: sex, lies, and videotape
  - Drugstore Cowboy
  - Heat and Sunlight
  - Mystery Train
  - True Love

### Thập niên 1990
- 1990: The Grifters
  - Henry: Portrait of a Serial Killer
  - The Plot Against Harry
  - Pump Up the Volume
  - To Sleep with Anger
- 1991: Rambling Rose
  - City of Hope
  - Hangin' with the Homeboys
  - Homicide
  - My Own Private Idaho
- 1992: The Player
  - Bad Lieutenant
  - Gas, Food Lodging
  - Mississippi Masala
  - One False Move
- 1993: Short Cuts
  - Equinox
  - Hsi yen (The Wedding Banquet)
  - Much Ado About Nothing
  - Ruby in Paradise
- 1994: Pulp Fiction
  - Bullets Over Broadway
  - Mrs. Parker and the Vicious Circle
  - New Nightmare
  - Yin shi nan nu (Eat Drink Man Woman)
- 1995: Leaving Las Vegas
  - The Addiction
  - Living in Oblivion
  - Safe
  - The Secret of Roan Inish
- 1996: Fargo
  - Dead Man
  - The Funeral
  - Lone Star
  - Welcome to the Dollhouse
- 1997: The Apostle
  - Chasing Amy
  - Loved
  - Ulee's Gold
  - Waiting for Guffman
- 1998: Gods and Monsters
  - Affliction
  - Claire Dolan
  - A Soldier's Daughter Never Cries
  - Velvet Goldmine
- 1999: Election
  - Cookie's Fortune
  - The Limey
  - The Straight Story
  - Sugar Town

### Thập niên 2000
- 2000: Crouching Tiger, Hidden Dragon (Wo hu cang long)
  - Before Night Falls
  - George Washington
  - Ghost Dog: The Way of the Samurai
  - Requiem for a Dream
- 2001: Memento
  - Hedwig and the Angry Inch
  - L.I.E.
  - Things Behind the Sun
  - Waking Life
- 2002: Far From Heaven
  - The Good Girl
  - Lovely & Amazing
  - Secretary
  - Tully
- 2003: Lost in Translation
  - American Splendor
  - In America
  - Raising Victor Vargas
  - Shattered Glass
- 2004: Sideways
  - How to Get the Man's Foot Outta Your Ass
  - Kinsey
  - Maria Full of Grace (Maria, eres llena de gracia)
  - Primer
- 2005: Brokeback Mountain
  - Capote
  - Good Night, and Good Luck.
  - The Squid and the Whale
  - The Three Burials of Melquiades Estrada
- 2006: Little Miss Sunshine
  - American Gun
  - The Dead Girl
  - Half Nelson
  - Pan's Labyrinth (El laberinto del fauno)
- 2007: Juno
  - The Diving Bell and the Butterfly (Le scaphandre et le papillon)
  - I'm Not There
  - A Mighty Heart
  - Paranoid Park
- 2008: The Wrestler
  - Ballast
  - Frozen River
  - Rachel Getting Married
  - Wendy and Lucy